# Lista de produtos com denominação de origem protegida de Portugal

Versão portuguesa do logotipo que acompanha os produtos com Denominação de Origem Protegida (DOP) da União Europeia.

Esta é a lista de produtos portugueses registados com DOP (Denominação de Origem Protegida).
A Denominação de Origem Protegida (DOP) são indicações geográficas definidas na legislação da União Europeia (UE) para proteger nomes de produtos ligados às cozinhas regionais. 
De Portugal, já foram registados, ao nível da União Europeia mais de 60 produtos, estando outros produtos em fases prévias do processo, como a fase de apresentação ou a fase de publicação.
Não confundir estes com produtos com Indicação Geográfica Protegida (IGP).
Os nomes estão escritos (especialmente no que concerne à utilização de maiúsculas) de acordo com a denominação usada na respectiva fonte referenciada.

## Lista de produtos

### Azeites e azeitonas

#### Azeite
- Azeite de Moura [2]
- Azeite de Trás-os-Montes [3]
- Azeite do Alentejo Interior [4]
- Azeites da Beira Interior [5]
  - Azeite da Beira Alta [5]
  - Azeite da Beira Baixa [5]
- Azeites do Norte Alentejano [6]
- Azeites do Ribatejo [7]

#### Azeitona
- Azeitona de conserva Negrinha de Freixo [8]
- Azeitonas de Conserva de Elvas e Campo Maior [9]

### Carne de bovinos
- Carnalentejana [10]
- Carne Arouquesa [11]
- Carne Barrosã [12]
- Carne Cachena da Peneda [13]
- Carne de Bravo do Ribatejo [14]
- Carne da Charneca [15]
- Carne Marinhoa [16]
- Carne Maronesa [17]
- Carne Mertolenga [18]
- Carne Mirandesa [19]

### Carne de caprinos
- Cabrito Transmontano [20]

### Carne de ovinos
- Borrego Serra da Estrela [21]
- Borrego Terrincho [22]
- Cordeiro Bragançano [23]
- Cordeiro Mirandês ou Canhono Mirandês [24]

### Carne de suínos
- Carne de Bísaro Transmontano ou Carne de Porco Transmontano [25]
- Carne de Porco Alentejano [26]

#### Presuntos e Paletas
- Presunto de Barrancos [27]
- Presunto do Alentejo e Paleta do Alentejo [28]

### Frutos

#### Ameixa
- Ameixa d´Elvas [29]

#### Ananás
- Ananás dos Açores/São Miguel [30]

#### Anona
- Anona da Madeira [31]

#### Cereja
- Cereja de São Julião-Portalegre [32]

#### Maçã
- Maçã Bravo de Esmolfe [33]
- Maçã Riscadinha de Palmela [34]
- Maçã de Alcobaça

#### Maracujá
- Maracujá dos Açores/S. Miguel [35]

#### Pêra
- Pêra Rocha do Oeste [36]

### Frutos secos

#### Amêndoa
- Amêndoa Douro [37]

#### Castanha
- Castanha da Padrela [38]
- Castanha da Terra Fria [39]
- Castanha Marvão-Portalegre [40]
- Castanha dos Soutos da Lapa [41]

### Mel
- Mel da Serra da Lousã [42]
- Mel da Serra de Monchique [43]
- Mel da Terra Quente [44]
- Mel das Terras Altas do Minho [45]
- Mel de Barroso [46]
- Mel do Alentejo [47]
- Mel do Parque de Montezinho [48]
- Mel do Ribatejo Norte [49]
- Mel dos Açores [50]

### Queijos e produtos lácteos
- Queijo de Azeitão [51]
- Queijos da Beira Baixa [52]
  - Queijo Amarelo da Beira Baixa [53]
  - Queijo de Castelo Branco [54]
  - Queijo Picante da Beira Baixa [55]
- Queijo de Cabra Transmontano [56]
- Queijo de Évora [57]
- Queijo de Nisa [58]
- Queijo do Pico [59]
- Queijo Rabaçal [60]
- Queijo São Jorge [61]
- Queijo Serpa [62]
- Queijo Serra da Estrela [63]
- Queijo Terrincho [64]
- Requeijão da Beira Baixa [65]
- Requeijão da Serra da Estrela [66]
- Travia da Beira Baixa [67]

### Outros

#### Sal
- Sal de Tavira ou Flor de Sal de Tavira [68]

## Ligações Externas
- DOP - Denominação de Origem Protegida